# Барон Земо
Барон Земо (англ. Baron Zemo) — имя, под которым известны два персонажа комиксов издательства Marvel Comics, оба суперзлодеи, в основном появлявшиеся в сериях о Капитане Америке и Мстителях. Первый барон Земо, Генрих, был создан Стэном Ли и Джеком Кирби и впервые появился в воспоминаниях Капитана в комиксе The Avengers #4 (март 1964), но тогда была показана лишь его рука и не названо имя. Его полноценный дебют произошёл в The Avengers #6 (июль 1964). Его сын, Гельмут Земо, был создан Тони Изабеллой и Сэлом Бускемой и впервые появился в комиксе Captain America #168 (декабрь 1973).

## История публикации
Первоначальная версия Барона Земо была создана Стэном Ли и Джеком Кирби и впервые он был показан в воспоминаниях в The Avengers # 4 (март 1964); Персонаж фактически не появился лично и не был идентифицирован как Генрих Земо до The Avengers #6 (июль 1964) и Sgt. Fury and his Howling Commandos #8 в том же месяце. Земо был ретроактивно добавлен в историю Капитана Америки после повторного введения героем в Серебряном веке два выпуска ранее. Персонаж впоследствии появляется в The Avengers #7 (август 1964), #9-10 (октябрь-ноябрь 1964), Tales of Suspense #60 (декабрь 1964) и The Avengers #15 (апрель 1965) в которых он убит.
С тех пор Гельмут Земо (сын Генриха Земо) использует титул барона Земо после Captain America #275.
Харбин Земо, прародитель линии Земо, впервые был замечен через воспоминания в серии Avengers/Thunderbolts. Задняя часть одиннадцати баронов перед Генрихом и Гельмутом позже была затронута в ограниченном ряду Thunderbolts Presents: Zemo — Born Better. До сих пор кажется, что у каждого барона их сын. Согласно заметкам Венделла Фолькера, у Харбина были другие дети до Хадемара, которые не выживали до совершеннолетия; У Герберта было два сына, которые умерли от болезни до Гельмута.

## Биография

### Барон Генрих Земо
Доктор Генрих Земо, 12-й барон Земо был выдающимся учёным нацистской Германии, который противостоял Капитану Америке и его союзникам в годы Второй мировой войны. Он даже носил титул «Самый ненавистный человек в Европе». Земо был облачён в красный костюм и маску, поэтому в лицо он не был известен врагам нацистов.
Земо создал много новых видов оружия, включая луч смерти, дезинтегрирующий пистолет, который был уменьшенной версией его луча смерти, простейших андроидов и так называемый «Клей Икс», невероятно липкого вещества, от которого невозможно было избавиться. Лишь после войны другой злодей по прозвищу Трапстер нашел способ нейтрализовать это вещество.
Во время битвы с Капитаном Америкой пузырек с «Клеем Икс» разбился о маску Земо и навсегда приклеил её к его лицу. Несмотря на это Земо всё ещё мог видеть, слышать, говорить и дышать через тонкий материал маски. Он больше не мог есть через рот и вынужден был получать питательные вещества внутривенно, из-за чего он сходил с ума. Но и снять маску, не повредив своё лицо, Земо не мог. Деятельность Генриха перестала быть лишь научной, он возглавлял военные и разведывательные миссии, как и Красный Череп, с которым Земо стал соперничать.
Когда стало ясно, что нацисты могут проиграть войну, Череп отправил Земо в Лондон, чтобы похитить экспериментальный самолёт. На тот период в самолёте не было особой нужды, но Череп знал, что информация о похищении дойдёт до Капитана Америка и его молодого помощника Баки Барнса. Черепу было всё равно, кто победит — один из его врагов в любом случае уйдёт с его дороги, а возможно и погибнет.
Один из андроидов Земо оглушил Баки, а сам Капитан Америка попал под оглушающий луч ружья Земо. Американские герои были привязаны к начинённому взрывчаткой беспилотному самолёту, который был запущен в сторону Великобритании. Оглушённый взрывом самолёта Капитан Америка упал в Ла-Манш и был вморожен в ледяную глыбу на два десятилетия, пока его не нашли только что сформировавшиеся Мстители, а вот Баки долгое время считался мёртвым, пока позже не обнаружилось, что ему также удалось выжить.
Когда живший после войны в Южной Америке Земо узнал, что Капитан выжил, он решил возобновить борьбу. Он основал группу суперзлодеев, названную Повелители Зла, которая была призвана противостоять Мстителям. В первоначальный состав этой группы вошли Чёрный рыцарь, Плавильщик и Радиоактивный человек, вскоре к ним присоединились Чаровница и Палач.
В последней битве между Капитаном Америка и Земо, щит Капитана отразил луч из ружья Земо, из-за которого начался обвал, убивший Генриха Земо.

### Барон Гельмут Земо
Дело Генриха Земо продолжил его сын Гельмут, 13-й барон Земо, который родился в Лейпциге, Германия. Гельмут был обычным инженером, пока не пришёл в бешенство, узнав о возвращении Капитана Америки. Гельмут пошёл по стопам отца, став суперзлодеем-неонацистом и используя при этом деньги семьи и собственные научные знания для восстановления работы своего отца.
Впервые он заявил о себе под именем Феникс (не путать с другими персонажами, использующие такой же псевдоним: Джин Грей и Рэйчел Саммерс). Он считался погибшим после падения в чан с кипящим «Клеем Икс». Так как он не надел свою маску, когда упал в чан, его лицо было сильно изуродовано кипящим веществом.
Через год он вернулся, объединив свои силы с нацистскими суперзлодеями, Арнимом Зола и (позже) Красным Черепом. Он основал новую группу Повелителей Зла, с которыми напал на особняк Мстителей, где покалечил Геркулеса и дворецкого Эдвина Джарвиса. Земо опять посчитали мёртвым, но он всё-таки вернулся, будучи женатым на женщине по имени Хайке, которая одно время звалась баронессой Земо и объявила себя реинкарнацией Генриха Земо.

### Громовержцы
Земо бросил Хайке в тюрьму и создал новую команду Повелителей Зла после того, как Мстители и Фантастическая Четвёрка исчезли после битвы с Онслотом и считались мёртвыми. Эти суперзлодеи, использующие новые псевдонимы, стали называться Громовержцами. Земо взял себе имя Гражданин В (примечательно, что настоящий Гражданин В был убит его отцом во время Второй мировой). Он надеялся, что Громовержцы, выдавая себя за супергероев, завоюют доверие мира, после чего смогут легко захватить его. Но люди полюбили новую команду гораздо быстрее, чем Земо и его партнёры рассчитывали, и вскоре Громовержцам понравилось чувствовать себя героями.
После возвращения настоящих героев стали известны настоящие имена Земо и других Громовержцев, из-за чего они вынуждены были бежать в глубокий космос, откуда Земо надеялся задействовать свой новый план по захвату Земли, используя контроль над разумом. Но этому плану помешали Капитан Америка и новый Гражданин В (Даллас Риордэн), а Гельмут был убит новым Бичом Преисподней, но его разум био-технологическим путём был помещён в тело находящегося в коме Джона Уоткинса III, внука настоящего Гражданина В. Находясь в теле Джона, Земо вновь стал играть роль Гражданина В, пока после сражения Громовержцев с Гравитоном его разум вновь не был перемещён, на этот раз в электронной форме в «тех-пакете» его союзника Фиксера.
В искусственном мире под названием Контр-Земля — в котором ранее исчезли Мстители и Фантастическая Четвёрка — Громовержцы встретили местного двойника Земо по имени Железный Крест. Фиксер переместил разум Земо в неизуродованное тело двойника, и Земо возглавил ту часть Громовержцев, которая находилась на Контр-Земле. Когда команда воссоединилась со своими товарищами, оставшимися на Земле, Ястреб взял на себя командование, но вскоре вернулся в ряды Мстителей.
Некоторое время Земо оставался лидером Громовержцев. В короткой серии комиксов 2004 года «Avengers/Thunderbolts» он вновь предпринимает попытку захватить мир, но в этот раз Земо верит, что тем самым сможет спасти его. Побуждения Земо теперь выглядели более альтруистично по сравнению с его прошлой жаждой власти. Однако Мстители в очередной раз вмешиваются в его план, одна из Громовержцев, обладающая контролем над гравитацией, Лунный Камень пришла в ярость и выстрелила лучом энергии в Капитана Америку, но Земо закрыл его своим телом и оказался сильно обожжен. В конце столкновения он забрал два инопланетных артефакта, в которых была заключена сила Лунного Камня, сбежал с поля боя и скрылся.

## Вне комиксов

### Телевидение
- Барон Хельмут Земо появлялся в мультсериале 90-х годов Мстители. Всегда вместе. Там он является главным антагонистом во время встречи героев с Капитаном Америкой. Также он показан как лидер команды «Повелители Зла».
- В мультсериале Мстители. Величайшие герои Земли 2010 года, Барон является одним из самых опасных заключенных тюрьмы «Рафт», откуда он сбегает вместе с Гравитоном. Он обманом заманивает сильных злодеев, врагов Мстителей в одну команду, Повелители Зла. Впоследствии он проигрывает и оказывается в глубоком разочаровании и повержении.
- В мультсериале Мстители, общий сбор! он проявляется в виде старого человека выпившего сыворотку суперсолдата и ставшего молодым. В 5 сезоне в одном из серии становится героем и помогает Черной Пантере, при этом создав Тайных Мстителей. В другой серии он надевает Корону Ваканды и был развращен мощной энергии(если корону надеть вне Ваканды, произойдет нечто плохое), но после того когда лишился короны, Киллмонгер и Мадам Маска хоронят Земо под воду живьем. В мультсериале появлялись три Барона Земо: Генрих, Хельмут и потомок из 2099 года.
- Барон Земо кратко появился в мультсериале Люди Икс ’97 в качестве одного из членов "OZT"

### Кино
- В фильме «Первый мститель: Противостояние» роль Гельмута Земо исполнил немецкий актер Даниэль Брюль. Здесь Гельмут являлся лидером отряда Exo-Scorpion Заковии и пытался отомстить Мстителям за смерть своей семьи во время битвы героев с Альтроном. Земо подставил Джеймса Барнса в смерти короля Т’Чаки, после чего взял Баки под контроль, активировав заложенную в мозг Барнса программу. Далее он показывает Капитану Америка и Железному человеку видеозапись, в которой показано, как Барнс убивает родителей Тони Старка, что приводит к битве Кэпа и Старка, тем самым Земо удалось уничтожить Мстителей, создав ссору внутри самих. Сам Земо был пойман Чёрной пантерой.
- Упоминается в фильме Чёрная пантера агентом Россом.
- Земо вновь появился в сериале про Сокола и Зимнего солдата на Disney+. На этот раз персонаж дебютирует в каноничном образе из комиксов, с фиолетовой маской. Даниель Брюль вновь вернется к роли.

## Критика и отзывы
В 2009 году Барон Земо II занял 40 место в списке 100 величайших злодеев комиксов по версии IGN.